# Voutré
Voutré é uma comuna francesa na região administrativa da Pays de la Loire, no departamento de Mayenne. Estende-se por uma área de 18,57 km². Em 2010 a comuna tinha 930 habitantes (densidade: 50,1 hab./km²).